# 麻生平八郎
麻生平八郎（あそう へいはちろう、1906年5月25日 - 1998年11月15日）は、日本の商学者。商学博士（明治大学）。元明治大学総長。従四位勲二等旭日重光章。千葉県出身。

## 来歴
- 1929年（昭和4年）明治大学法学部卒業。
- 1929年（昭和4年）明治大学大学院(旧制)に進学し、島村他三郎の指導を受け、行政法を専攻。
- 1931年（昭和6年）明治大学大学院を修了し、明治大学商科専門部専任講師。
- 1933年（昭和8年）明治大学商科専門部助教授。
- 1934年（昭和9年）明治大学商学部専任講師。
- 1939年（昭和14年）外務省の委託で中国調査に参加。
- 1944年（昭和19年）外務省の委託でドイツ調査に参加。
- 1949年（昭和24年）明治大学商学部教授。明治大学商科専門部長。
- 1952年（昭和27年）明治大学商学部長。
- 1953年（昭和28年）ドイツ・スツッガルト工科大学に留学。
- 1956年（昭和31年）明治大学商学部長（～1966年（昭和41年））。学校法人明治大学評議員
- 1959年（昭和34年）明治大学社会科学研究所長
- 1966年（昭和41年）明治大学大学院商学研究科長
- 1970年（昭和45年）武田孟に乞われて、学校法人札幌大学理事長代理・札幌大学学長代行・札幌大学女子短期大学部学長代行に数ヶ月の間、就任。
- 1977年（昭和52年）明治大学定年退職後、明治大学総長に就任。
- 1979年（昭和54年）明治大学総長に退任。明治大学名誉教授。札幌大学経営学部客員教授
- 1984年（昭和59年）札幌大学退職。
- 1998年（平成10年）肺炎のため逝去[1]。

この他、東京農業大学、立正大学、法政大学、中央大学、福岡大学などで兼任講師。

### 学外の役職
- 1955年（昭和30年）文部省学術奨励審議会委員。
- 1966年（昭和41年）運輸省鉄道建設審議会委員。
- 1973年（昭和48年）日本海運経済学会会長。日本交通学会会長。

## 受賞
- 1971年 - 交通文化賞

## 叙位・叙勲
- 1981年 - 勲二等旭日重光章
- 1998年 - 従四位

## 著書
- 『公企業論』（ユルゲン・ブラント著：麻生訳、章華社、1932年）
- 『経済国家機能論 : ドイツ経済構成と統制機能』（巌松堂書店、1941年）
- 『海運及海運政策』（巖松堂、1942年）
- 『交通経済の基本問題』（白山書房、1948年）
- 『労働問題』（ダイヤモンド社、1959年）
- 『産業経済論』（泉文堂、1963年）
- 『アメリカ労働経済論』（泉文堂、1965年）
- 『労使関係論』（泉文堂、1975年）